# 이타니촌
이타니촌(飯谷村)은 후쿠시마현 가와누마군에 있던 촌이다. 현재의 야나이즈정에 해당한다.

## 역사
- 1889년 4월 1일 - 정촌제 시행에 의해 3촌의 구역으로 성립하였다.
- 1921년 5월 1일 - 야나이즈정, 구라도촌과 합병해, 새로운 야나이즈정이 성립해, 동일 이타니촌이 폐지되었다.

## 교통

### 도로
- 국도 49호선

## 참고문헌
- 角川日本地名大辞典 7 福島県